# آلن وارلا
آلن وارلا (انگلیسی: Alan Varela؛ زادهٔ ۴ ژوئیهٔ ۲۰۰۱) بازیکن فوتبال اهل آرژانتین است که در پست هافبک برای تیم بوکا جونیورز بازی می‌کند.
وی همچنین در تیم ملی فوتبال زیر ۱۸سال آرژانتین بازی کرده‌است.